# Basílica de Nossa Senhora da Penha
A Basílica Nossa Senhora da Penha de França é uma das maiores e mais belas igrejas dedicadas a Nossa Senhora da Penha e um ícone da fé católica localizada num dos pontos mais altos da Zona Leste da capital Paulista.

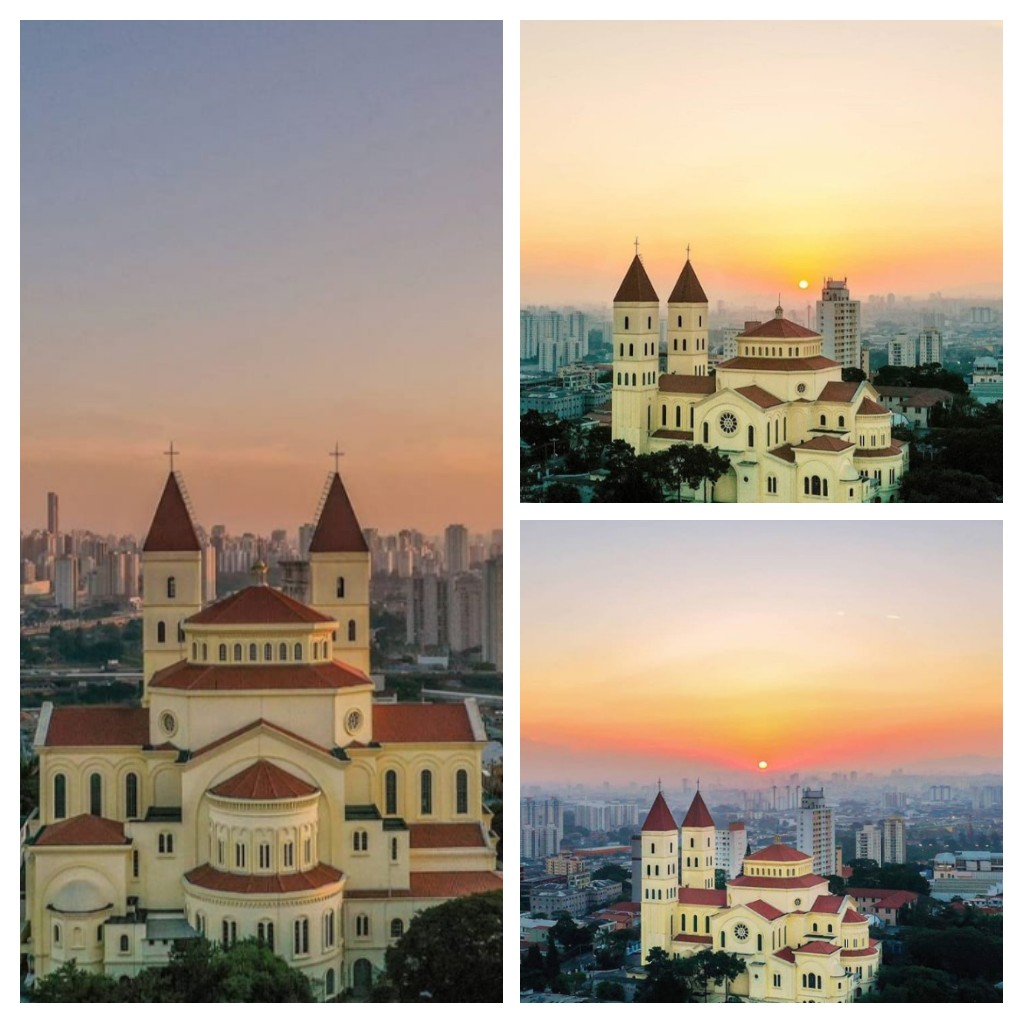
Basílica de Nossa Senhora da Penha de França (São Paulo)

Em 15 de setembro de 1957 foi lançada por Dom Carlos de Vasconcelos Mota a pedra fundamental da nova Basílica da Penha. O projeto da igreja tinha dimensões robustas: 5.645 metros quadrados, formato de cruz, com 66 metros de comprimento e 56 metros de largura. A nave conta com 24 metros. As torres têm por volta de 60 metros. A cúpula, 30 metros de diâmetro e 40 metros de altura. Pode abrigar até 7 mil pessoas, das quais, aproximadamente, 2 mil sentadas, dez vezes mais que a antiga igreja.

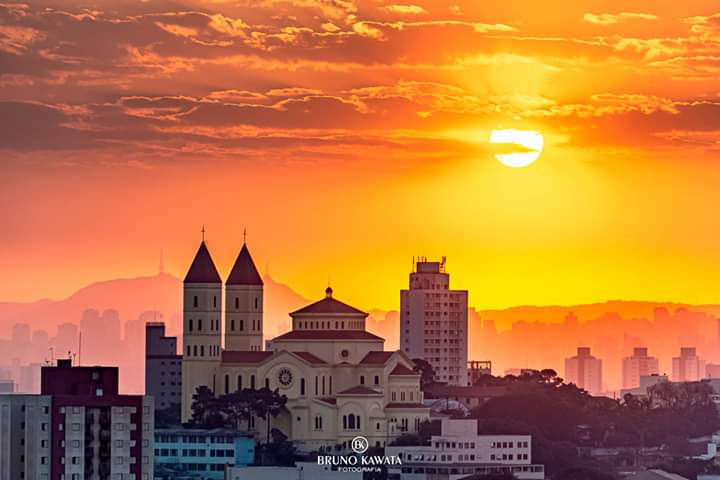
Basílica de Nossa Sra. da Penha

Tendo realizado sua primeira missa no natal de 1967.
Com o aumento do número de romarias e a grande número de fiéis o antigo Santuário da Penha já não comportava a demanda de espaço, dessa forma não havia outra opção a não ser a construção de um templo maior.

## História
Em 1957 foi dado ao Padre José Augusto da Costa a missão de iniciar as obras do que seria a nova igreja da Penha.
No dia 07 de junho de 1985, o novo Santuário de Nossa Senhora da Penha foi elevado à condição de Basílica Menor pelo então Papa João Paulo II, que, na sua Bula Pontifícia lembra a condição de Nossa Senhora da Penha como Padroeira civil da cidade de São Paulo.